# Dagebüll

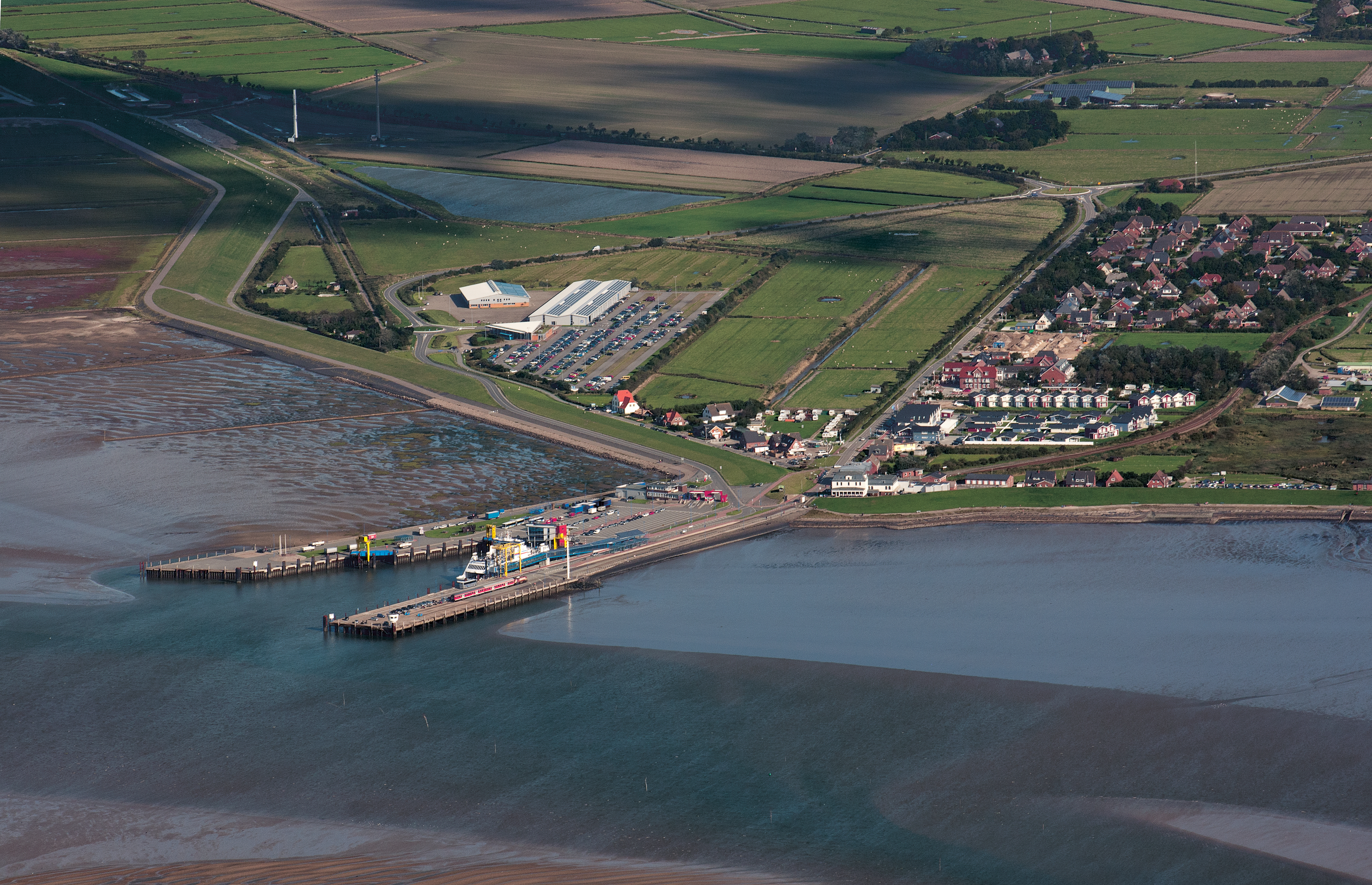
Dagebüll-Hafen

Dagebüll (dänisch Dagebøl, nordfriesisch Doogebel) ist eine Gemeinde an der Westküste Schleswig-Holsteins im Kreis Nordfriesland. Die Ortslage der Gemeinde geht zurück auf die vormalige Hallig Westermarsch.

## Geographie

### Geographische Lage
Dagebüll erstreckt sich im Norden des Naturraums Nordfriesische Marsch. Es zählt damit zur Naturräumlichen Großregion 2. Ordnung Schleswig-Holsteinische Marschen und Nordseeinseln (D21) an der Nordseeküste der Kimbrischen Halbinsel. Dieser Bereich wird heute auch als Westküste von Schleswig-Holstein bezeichnet. Das Gemeindegebiet lagert sich unmittelbar östlich an das Nordfriesische Wattenmeer der Nordsee an, welches ebenfalls zum obigen Naturraum gezählt wird. Im nordwestlichen Bereich des Gemeindegebiets ragt der Küstenverlauf beim Ortsteil Dagebüll Hafen als halbinselförmige Spitze ein kleines Stück westlich ins Wattenmeer hervor. Es ist die Westspitze des Dagebüller Koogs.

### Gemeindegliederung
Im Rahmen der Volkszählung in der Bundesrepublik Deutschland 1987 erfolgte die Zählung anhand des amtlichen Wohnplatzverzeichnisses Schleswig-Holstein 1987. Diesem Verzeichnis zufolge bestand die Gemeinde Dagebüll aus insgesamt 52 Siedlungsplätzen verschiedener Form. Einziges Dorf innerhalb der Gemeinde war danach der Siedlungsplatz Süderwaygaard. Selbst die Hauptorte, welche den heutigen Gemeindenamen im Ortsnamen tragen, sind dort noch als Häusergruppe respektive Haus angegeben.

### Nachbargemeinden
Dagebüll grenzt an:
|  | Galmsbüll                                   | Risum-Lindholm Stedesand |
|  | Kompassrose, die auf Nachbargemeinden zeigt | Langenhorn               |
|  |                                             | Ockholm                  |

### Geologie

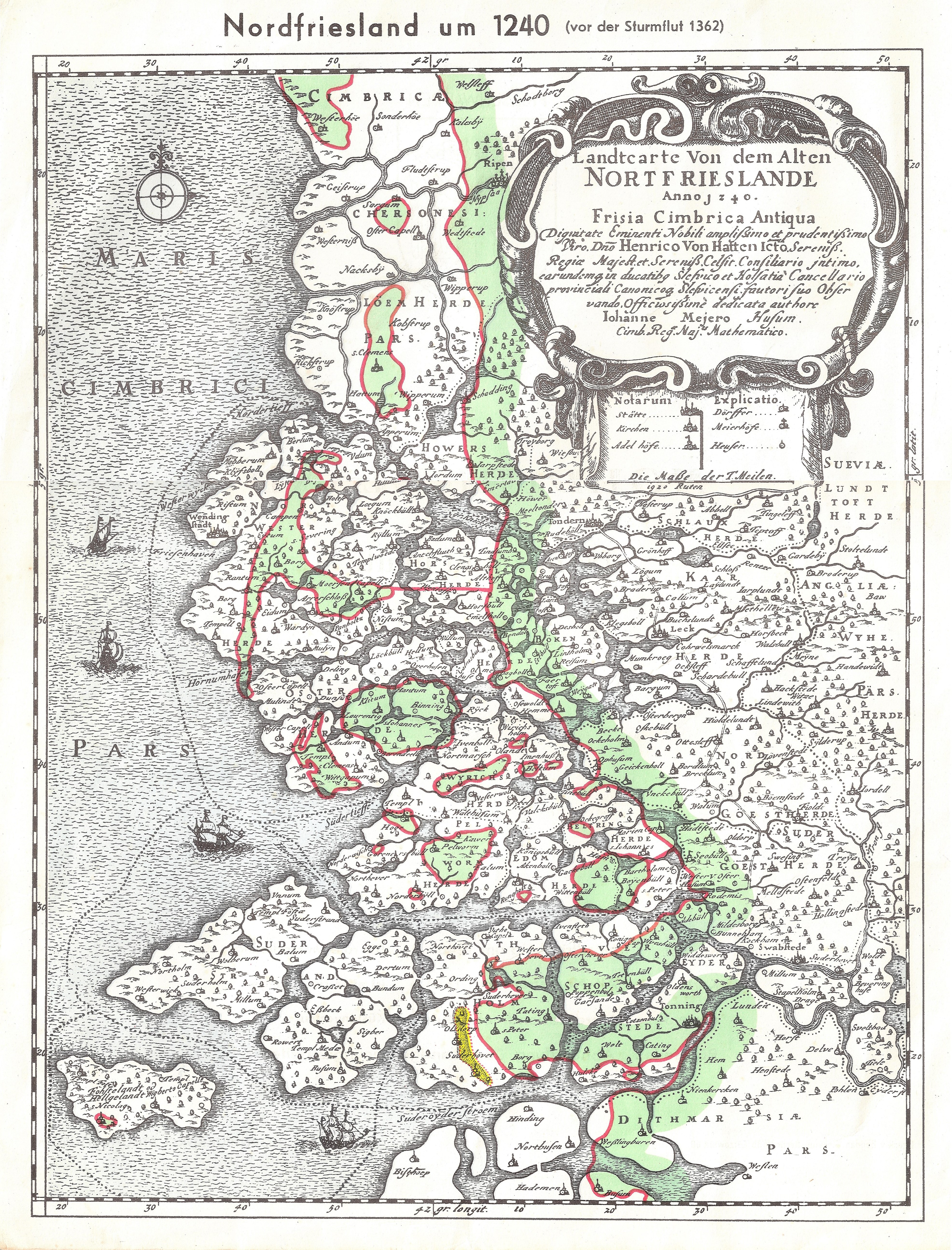
Topographische Karte vom nordfriesischen Küstenraum im Jahr 1240

Das Gemeindegebiet ist heute durch Marschländereien überprägt. Es wurde seit der Frühen Neuzeit ausgehend von beiden Seiten der sogenannten Dagebüller Bucht Stück für Stück wiederbedeicht. Der bei der Zweiten Marcellusflut untergegangene und zuvor stark zerklüftete Landstrich der Bökingharde wurde ab der zweiten Hälfte des 16. Jahrhunderts durch verschiedene Eindeichungen landfest gemacht. Es wird heute, entsprechend der individuellen Alter, entweder als Kleisch- (frühe Bedeichungen) oder Kalkmarsch (spätere Bedeichungen) klassifiziert. Der Gemeindebereich als Ganzes umfasst heute die wasserbaulich gesicherten Landschaftsbereiche der zwischen 1577 und 1988 eingedeichten Köge. Im Einzelnen sind dies (in Klammer: Eindeichungsjahre):
- ältere Bedeichungen
  - Waygaarder Koog (1577)
  - Bottschlotter Koog (1641)
  - Blumenkoog (1652)
  - Fahretofter Süderkoog (1688)
  - Fahretofter Norderkoog (1690)
  - Dagebüller Koog (1704) mit den Hauptorten Dagebüll-Kirche und Dagebüll-Hafen
  - Juliane-Marien-Koog (1778)
- jüngere Bedeichungen
  - Osewoldter Koog (1936)
  - Hauke-Haien-Koog (nördlicher Teil) (1959)
  - Fahretofter Westerkoog (1988)

### Kurzbeschreibungen der Ortsteile von heute

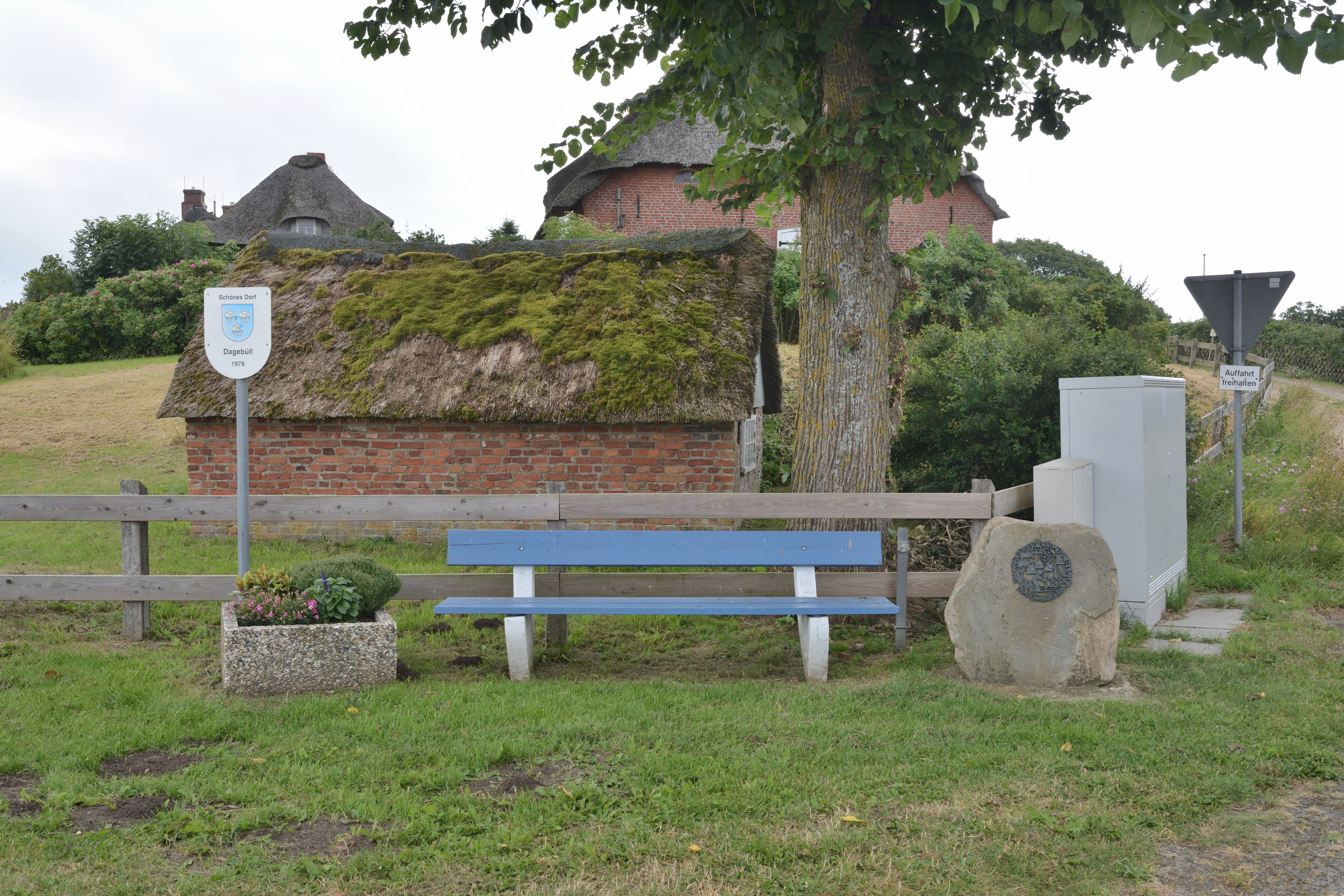
Auszeichnungen „Schönes Dorf“ (Bundessieger 1979)

#### Dagebüll-Kirche

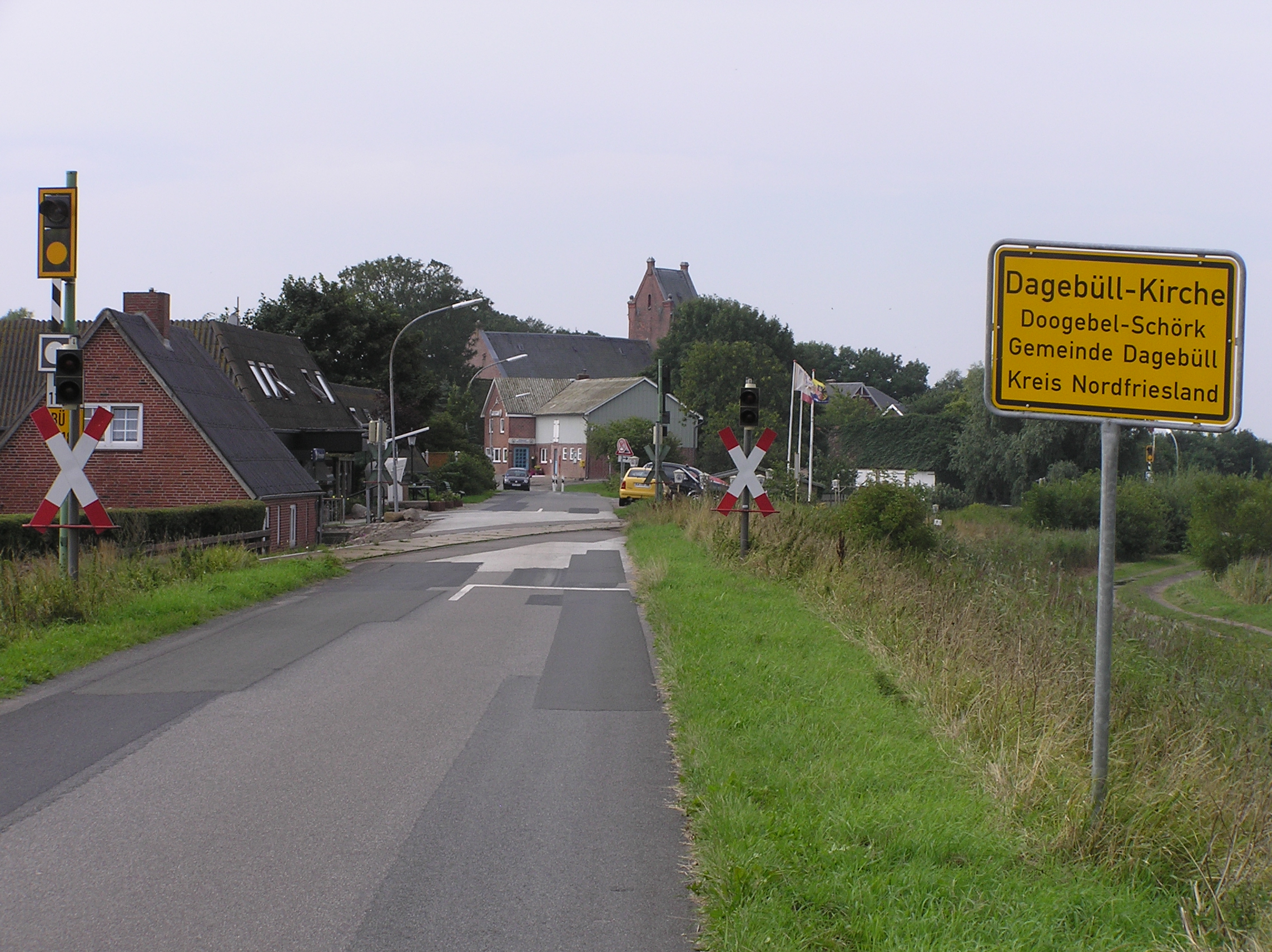
Ortseingangsschild von Dagebüll-Kirche bei der Einfahrt vom sogenannten Osterdeich

Der Ortsteil Dagebüll-Kirche (nordfriesisch: Doogebel-Schörk) befindet sich am südlichen Rand des ehemaligen Halliglands, welches Anfang des 18. Jahrhunderts eingedeicht wurde. Aufgrund der Genese sind hier einige Warften bis heute erhalten geblieben.
Der Bau der St.-Dionysius-Kirche erfolgte 1731 zunächst noch ohne Kirchturm. Der Bau befindet sich heute im Zentrum des Ortsteils direkt an der Deichlinie zum Osewoldter Koog. Als 1905/06 ein Turmbaufonds vorhanden war, entschloss man sich zum nachträglichen Bau des Turmes.

#### Dagebüll-Hafen

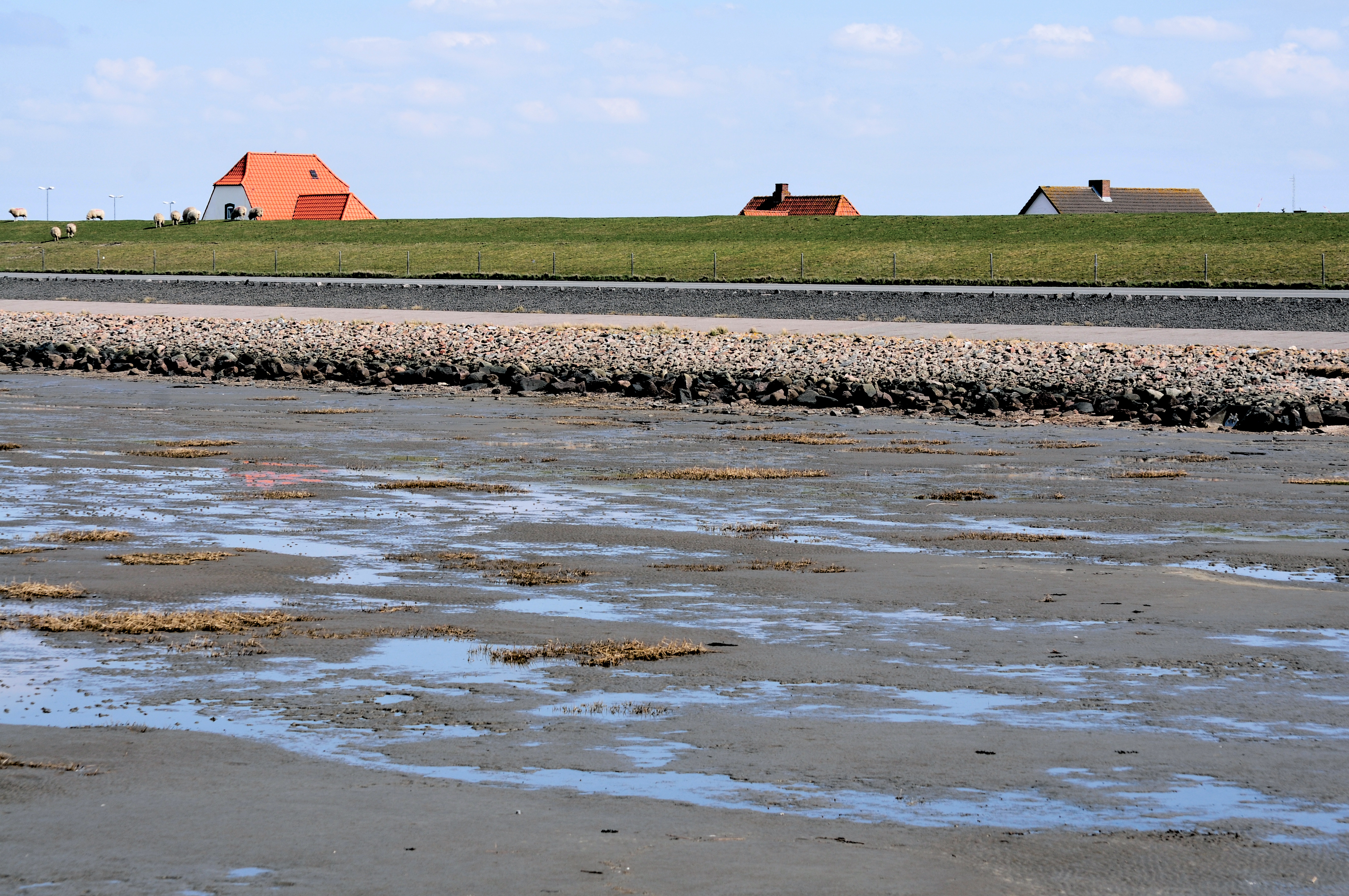
Watt und Deich in Dagebüll

Der Ortsteil Dagebüll-Hafen befindet sich etwa drei Kilometer westlich von Dagebüll-Kirche direkt am Landesschutzdeich. Im außendeichs angrenzenden Hafen Dagebüll legen die Fähren zu den Inseln Föhr und Amrum ab. Der binnendeichs liegende Siedlungsbereich umfasst heute eine große Zahl von Fremdenverkehrsbetrieben sowie nördlich angrenzend den weiträumigen sogenannten Inselparkplatz für die Reisenden der Fährlinien. Von diesem Parkplatz aus fährt ein Shuttlebus zum Fähranleger.
Am Außendeich auf der Südseite der Pier befindet sich die örtliche Badestelle, ein sogenannter Deichstrand.
Am südlichen Schenkeldeich der kleinen Halbinsel befindet sich beim Zugang der Lorenbahn zum Wirtschaftshof des Landesbetriebs für Küstenschutz, Nationalpark und Meeresschutz Schleswig-Holstein der historische Leuchtturm Dagebüll. Er ist heute ohne Funktion als Seezeichen. Der Bauhof ist der festlandseitige Zugang der Halligbahn Dagebüll–Oland–Langeneß.

#### Osewoldter Koog
Der Osewoldter Koog wurde 1935 eingedeicht und 1936 besiedelt.

#### Fahretoft
Der Ortsteil Fahretoft hat sich entlang der Deichlinie des sogenannten Holländerdeichs ausgebildet. Hier hat der Sportverein der Gemeinde, der TSV Dagebüll-Ockholm, der 1965 gegründet wurde, seinen Sitz. Einer der Köge in Fahretoft ist der Bottschlotter Koog. Dieser wurde zwischen 1633 und 1638 eingedeicht und ist benannt nach dem Tief gleichen Namens. In diesem Koog gibt es insgesamt neun Grundstücke und rund 28 Einwohner, die vor allem von der Landwirtschaft leben.

## Geschichte
Das Dagebüller Land war früher eine Westermarsch genannte Hallig. Im Jahr 1626 war sie 895 Diemat groß, also etwa 447,5 Hektar. Im 16. und 17. Jahrhundert wurde mehrmals vergeblich versucht, die Dagebüller Bucht auf einmal einzudeichen. Es gelang jedoch nicht, sämtliche Wattströme zugleich einzudämmen, so dass es immer wieder zu Überschwemmungen und Landverlusten kam. Besonders in der Burchardiflut 1634 erlitt die nur von einem Sommerdeich umgebene Hallig große Landverluste.
Im Jahr 1700 erhielten die Einwohner einen vorteilhaften Oktroy, der ihnen ermöglichte, einen festen Deich zu errichten. Die Eindeichung erfolgte in den Jahren 1702 und 1703. Der Dagebüller Koog umfasste 1005 Demat (502,5 Hektar) und verlagerte den geographischen Mittelpunkt im Vergleich zur alten Hallig weiter nach Osten. Im Jahr 1704 wurde er durch einen neu gezogenen Damm mit dem Vorland des Alten Christian-Albrechts-Koogs verbunden.
Durch die Eindeichung des Kleiseerkoogs bis 1727 wurde der Dagebüller Koog schließlich landfest.
Der heutige Zuschnitt des Gemeindegebiets erfolgte 1978 im Zuge der Aufnahme der zuvor eigenständigen Gemeinden Fahretoft, Juliane-Marien-Koog und Waygaard. Diese Historie ist geographisch zum Teil heute noch in der Siedlungsstruktur zu entdecken. Einige Siedlungsplätze befinden sich auf sogenannten Warften.

## Eingemeindungen
Am 1. Januar 1978 wurden die zuvor eigenständigen Gemeinden Fahretoft, Juliane-Marienkoog und Waygaard eingegliedert.

## Religion

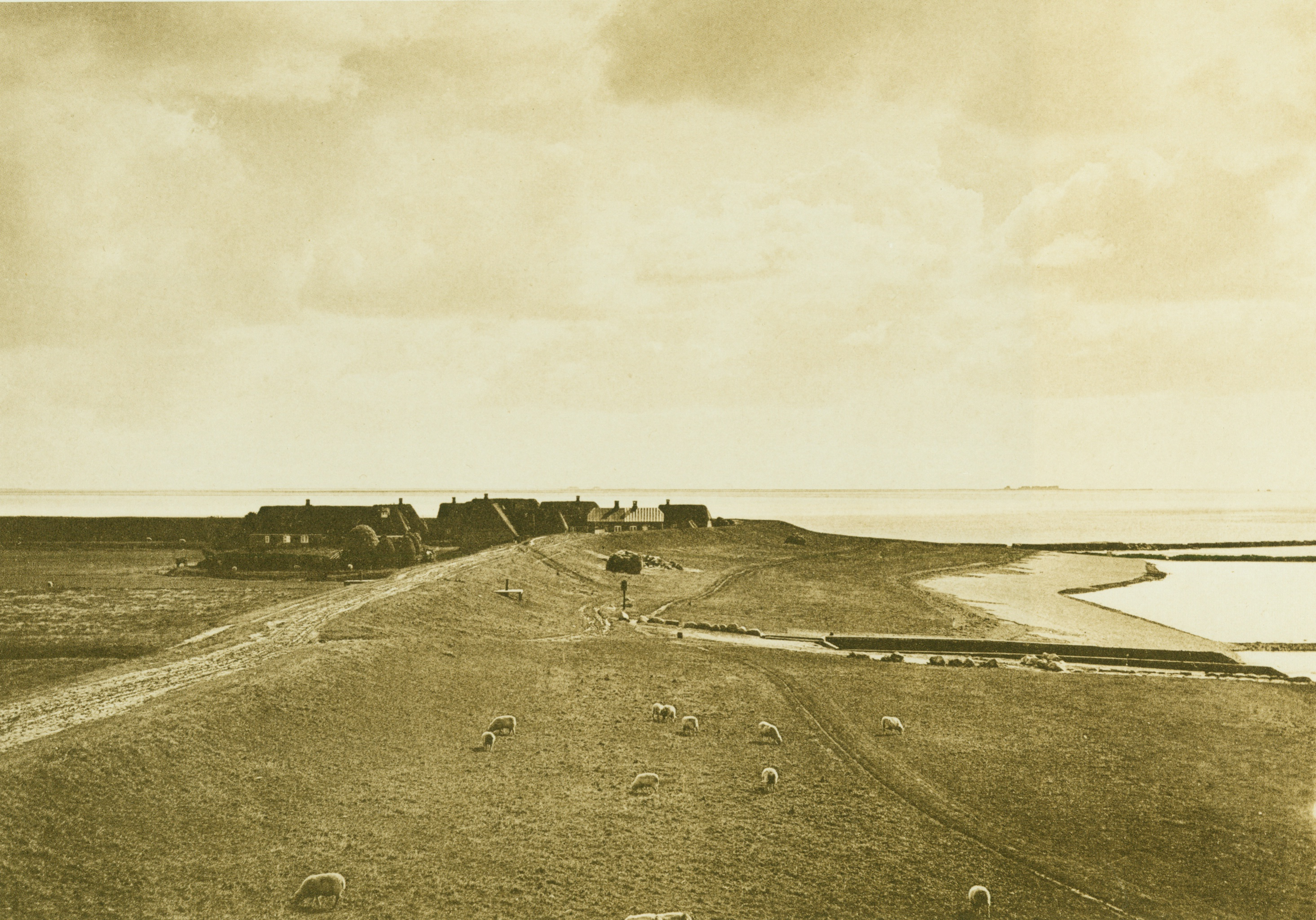
Deich in Dagebüll und Blick auf Oland (1895)

Die beiden evangelisch-lutherischen Kirchengemeinden Fahretoft (mit Waygaard) und Dagebüll sind in einer Pfarrstelle zusammengefasst. Zu jeder Kirchengemeinde gehört eine Kirche, die St. Laurentiuskirche in Fahretoft, die 1703 gebaut wurde, und die 1731 errichtete St.-Dionysius-Kirche in Dagebüll.

## Politik

### Gemeindevertretung
Die im Zuge der Kommunalwahlen in Schleswig-Holstein 2023 am 14. Mai durchgeführten Gemeindewahl in Dagebüll erbrachte, bei einer Wahlbeteiligung von 64,0 Prozent, folgende Stimmenverteilung:
- UWD[10] 29,0 Prozent (−5,7)
- AG[11] 28,9 Prozent (+28,9)
- WG D-F-W[12] 23,0 Prozent (−9,3)
- AG Bürger für Bürger[13] 11,6 Prozent (−5,7)
- CDU 7,6 Prozent (−5,6)

Gemäß dieser Stimmverteilung erhalten (von den 9 Sitzen insgesamt) in der Wahlperiode 2023–2028 die UWD drei Sitze, die AG und WG D-F-G jeweils zwei Sitze und die CDU und AG Bürger für Bürger jeweils einen Sitz im Gemeinderat.

### Wappen
Blasonierung: „Von Blau und Rot durch einen breiten goldenen Schräglinksbalken, dieser belegt mit drei grünen Warften, geteilt. Oben ein goldenes Schiffssteuerrad, unten einen goldenen Spaten.“

## Sport
Es gibt zwei örtliche Sportvereine. Der TSV Dagebüll-Ockholm von 1965 bietet unter anderem Sportarten wie Fußball, Tischtennis, Badminton, Volleyball, Aerobic und Turnen an, der SV Dagebüll von 1967 bietet Gymnastik, Reiten, Fahrradfahren, Nordic Walking, Kitesurfen, Bogenschießen und Tennis.

## Wirtschaft und Infrastruktur

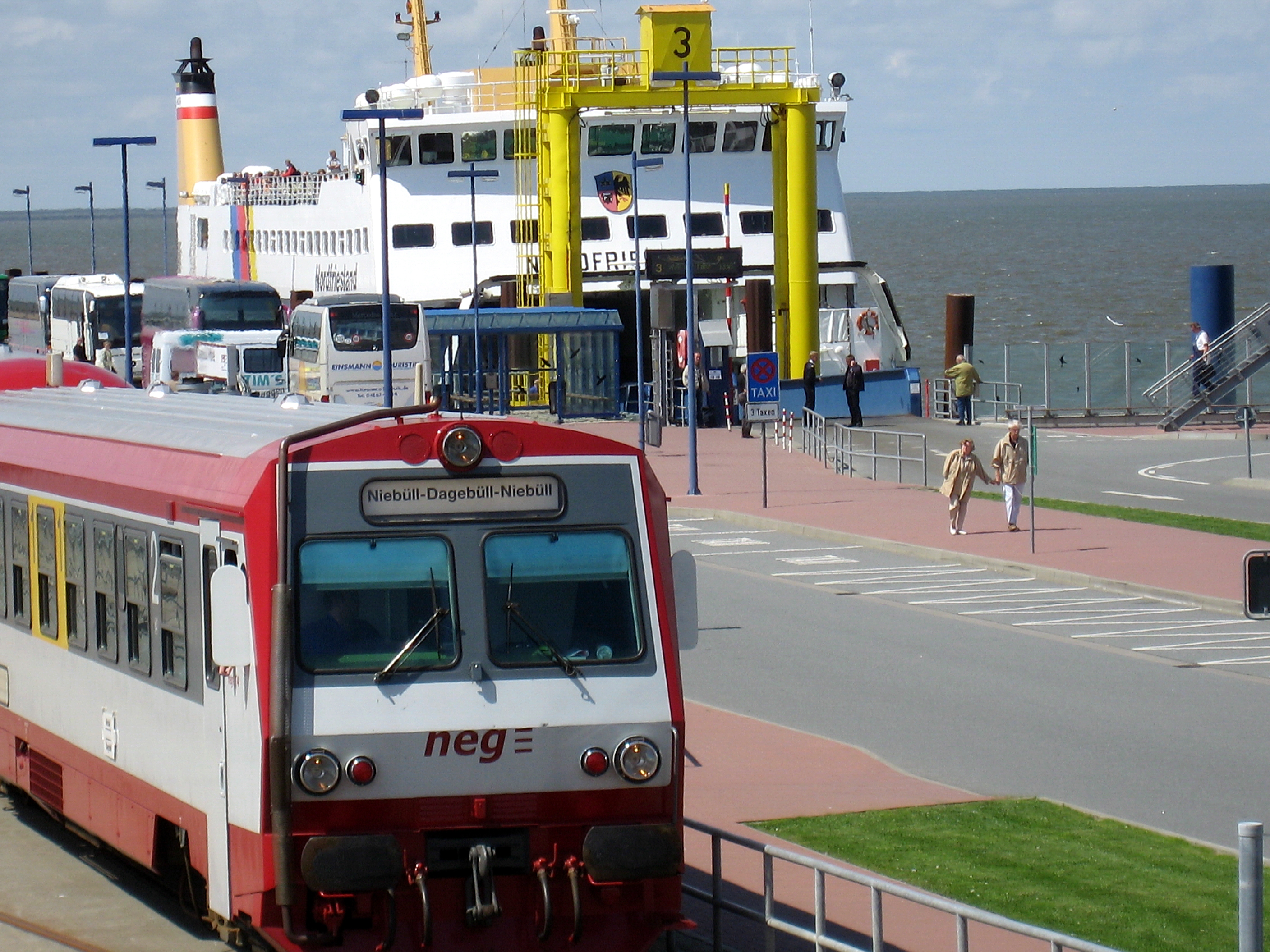
Fährhafen mit Bahnhof

### Bildung
Nachdem die zuletzt ab dem Jahr 1963 von der Gemeinde betriebene Hans-Momsen-Schule im Ortsteil Fahretoft 2009 schließen musste, besuchen Grundschulkinder die entsprechende Einrichtung in Risum-Lindholm. Die nächstgelegenen weiterführende Schulen befinden sich in Niebüll. Es sind die Gemeinschaftsschule Niebüll und das Gymnasium der Friedrich-Paulsen-Schule.

### Verkehr

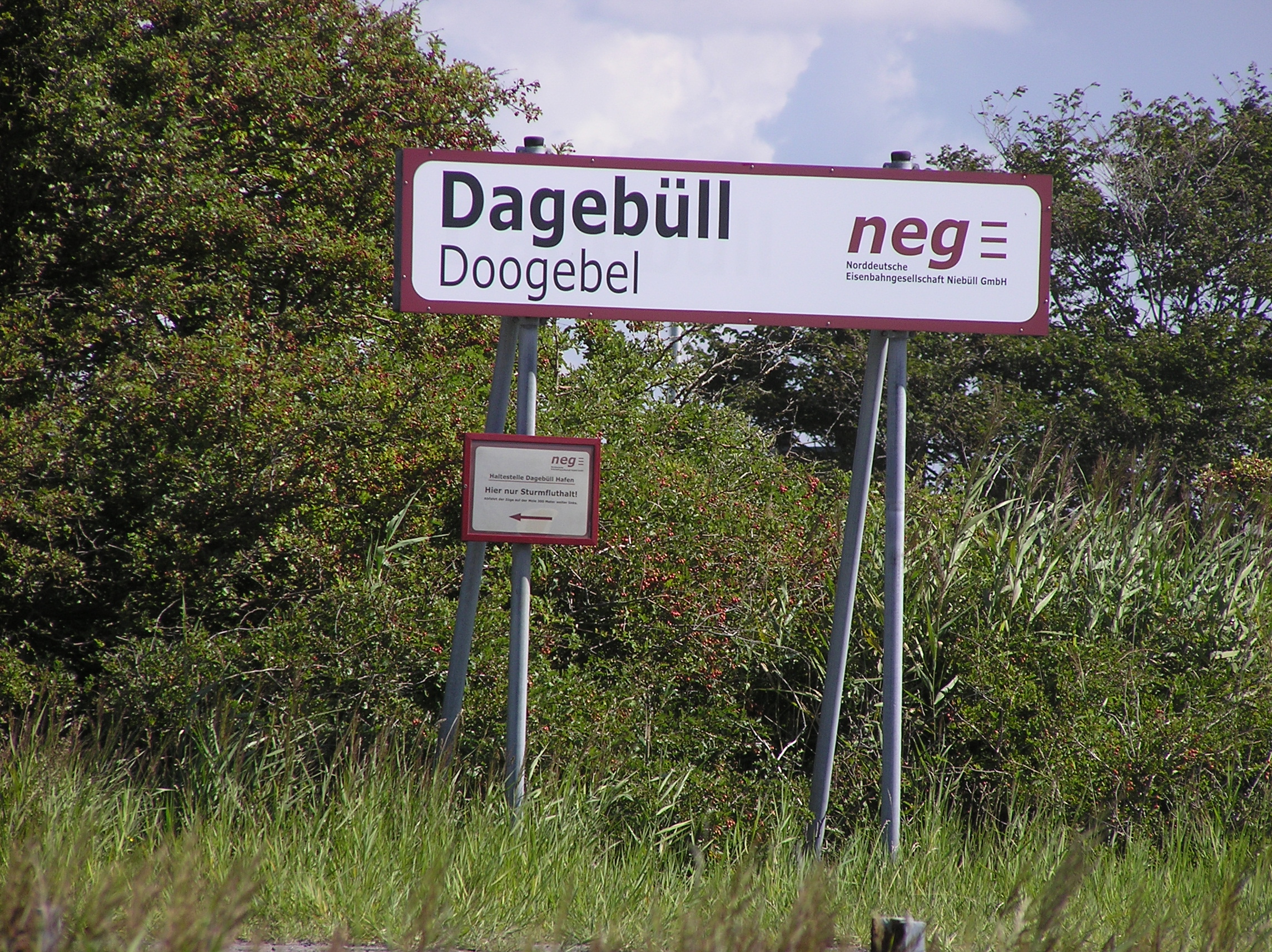
Halt nur bei Sturmflut

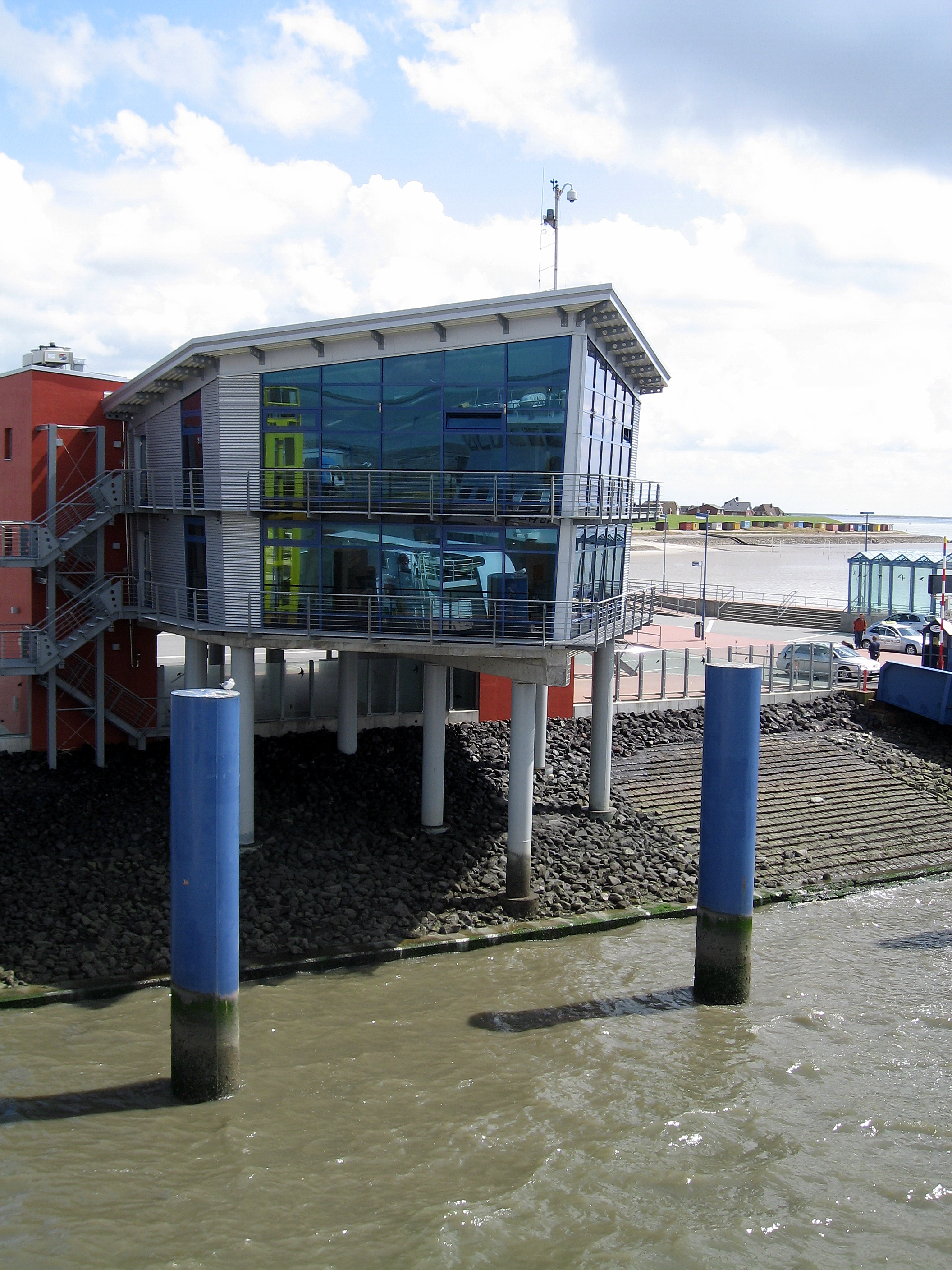
Bistro am Fähranleger

#### Schifffahrt
Der Fährhafen bietet eine Schiffsverbindung im Linienverkehr zu den Inseln Föhr und Amrum. Auch kleine Frachtschiffe, Muschelkutter und sonstige Schiffe verkehren hier.

#### Bahn
Dagebüll liegt an der Strecke Niebüll–Dagebüll, die von der neg betrieben und befahren wird. Es besteht ein Kurswagensystem mit Schienenfahrzeugen der DB Fernverkehr, die im Bahnhof Niebüll von den Intercity-Verbindungen nach Westerland abgekuppelt werden und zum Bahnhof Dagebüll fahren. Endstation ist hierbei Dagebüll Mole (nordfriesisch: Doogebel Bru), außendeichs im Hafenbereich direkt an den Fähranlegern nach Föhr und Amrum. Regulärer Zughalt ist außerdem die Station Dagebüll Kirche (nordfriesisch: Doogebel Schörk). Bei überflutetem Hafenbereich erfolgt ersatzweise der Endhalt im Bedarfsbahnhof Dagebüll Hafen. Dieser befindet sich binnendeichs kurz vor der in diesem Fall geschlossenen Stöpe.
Ein Damm mit einer Lorenbahn verbindet Dagebüll durch das nordfriesische Wattenmeer mit den Halligen Oland (seit 1927) und Langeneß (seit 1929), wobei dieser lediglich dem Materialtransport für den Küstenschutz und der Versorgung der Halligen dient, nicht jedoch dem öffentlichen Personenverkehr. Anfangs hatten diese Loren ein Segel und wurden durch Windkraft angetrieben, später erhielten sie einen Dieselmotor.

#### Straßenverkehr
Dagebüll ist mittels Landesstraßen von der Bundesstraße 5 an das überörtliche Fernstraßennetz angebunden. Aus südlicher Richtung, von Husum und Bredstedt kommend, zweigt zunächst am Fuße des Stollbergs die schleswig-holsteinische Landesstraße 6 ab. Diese geht bereits in der Ortsdurchfahrt von Sterdebüll in die L 191 über und führt über Ockholm und Schlüttsiel nach Dagebüll.
Aus nordöstlicher Richtung, von Niebüll und Risum-Lindholm kommend, erreichen Kraftfahrer die Gemeinde über ein Netz unterschiedlicher Landesstraßen.
Der Autoverkehr zu den Inseln wird seit etwa 2005 über eine Umgehungsstraße nördlich um den Dagebüller Ortskern geführt. An dieser Straße befinden sich ausgedehnte, gebührenpflichtige Unterstellmöglichkeiten für Kraftfahrzeuge. Zuvor waren zahlreiche innerörtliche Wiesen von den Grundeigentümern als Stellflächen für Autos angeboten worden.
Von Dagebüll-Hafen führt die Landesstraße 9 nach Dagebüll.

## Persönlichkeiten

### Söhne und Töchter von Dagebüll
- Jes Leve Duysen (1820–1903), Klavierbauer
- Hans Mollenhauer Millies (1883–1957), Geiger und Komponist
- Frederik Paulsen (1909–1997), Arzt und Unternehmer
- Hilde Portofée, (* 20. August 1912; † 6. Januar 1988 in Kiel), Ärztin und Politikerin (SPD), von 1946 bis 1951 und 1964 bis 1974 gehörte sie der Kieler Ratsversammlung an.

### Personen, die in Dagebüll gewirkt haben
- René Leudesdorff (1928–2012), Pastor in Dagebüll